# Воробьёва, Евгения Васильевна
Евгения Васильевна Воробьёва (18 апреля 1932, Харьков — 12 сентября 2013) — советская и украинская актриса, народная артистка УССР (1977), награждена орденом княгини Ольги (2003).

## Биография
В 1957 году окончила Харьковский театральный институт. Свою сценическую деятельность начала в Севастопольском русском драматическом театре им. А. Луначарского.
В 1959—1967 годах — актриса Сумского украинского музыкально-драматического театра им. М. Щепкина, в 1967—1970 — в русском драматическом театре Белгорода.
С 1971 года служила в Донецком украинском музыкально-драматическом театре им. Артёма.
Сын, Станислав Моисеев — режиссёр, народный артист Украины.

## Театральные работы
- Валя — «Иркутская история» А. Арбузова
- Варя — «За час до рассвета» В. Галича
- Гелена — «Варшавская мелодия» Л. Зорина
- Инесса — «День чудесных обманов» Г. Шеридана
- Нина — «Маскарад» М. Лермонтова
- Алёнка — «Голубые олени» А. Коломийца
- София — «Бесталанная», Карпенко-Карого
- Татьяна — «В воскресенье рано зелье копала» — по О. Кобылянской

## Фильмография
- 1978 — «Лес, в который ты никогда не войдёшь»
- 1982 — «Разбег»
- 2007 — «Чужие тайны»
- 2010 — «Маршрут милосердия»
- российские сериалы — «Лохотрон», «Возвращение Мухтара»-3, — 4, — 5